# Denys Hlinin
Denys Wołodymyrowycz Hlinin (ukr. Денис Володимирович Глінін, ur. 21 października 1971 we Lwowie) – ukraiński muzyk, perkusista zespołu Okean Elzy, jeden z dwóch (obok lidera, Swiatosława Wakarczuka) członków tej grupy, którzy występują z nią nieprzerwanie od jej założenia w 1994 roku.

## Życiorys
Ukończył Politechnikę Lwowską; z wykształcenia jest inżynierem energetyki.
W 1992 roku zaczął grać jako perkusista z zespołem Kłan Tyszi. Po rozpadzie grupy dwa lata później wraz ze Swiatosławem Wakaruczkiem, Jurijem Chustoczką i Pawło Hudimowem założył zespół Okean Elzy.
Kiedy w 2004 roku dwaj członkowie zespołu, Dmytro Szurow i Jurij Chustoczka założyli własną grupę, Esthetic Education, wziął udział w nagraniu ich debiutanckiej płyty, Face Reading. W ramach podziękowań został pokazany na okładce albumu.
Jest żonaty, wychowuje syna Timura i córkę żony z pierwszego małżeństwa, Elzę. Interesuje się fotografią, tenisem i motoryzacją. Za wzór perkusisty uważa Johna Bonhama z grupy Led Zeppelin.